# Lamplughsaura dharmaramensis
La lamplughsaura (Lamplughsaura dharmaramensis) è un dinosauro erbivoro appartenente ai sauropodomorfi. Visse nel Giurassico inferiore (Sinemuriano, circa 190 milioni di anni fa) e i suoi resti fossili sono stati ritrovati in India.

## Descrizione
Di grandi dimensioni (lunghezza circa 10 metri), questo dinosauro è conosciuto attraverso vari scheletri parziali, tra cui uno quasi completo. Il corpo era robusto e sorretto da zampe poderose e piuttosto allungate; il collo era lungo e terminava in una testa piccola. In generale, la forma del corpo assomigliava a quella del più noto Plateosaurus europeo, anche se alcune importanti caratteristiche differenziavano i due animali. Lamplughsaura, ad esempio, era caratterizzata da vertebre con spine neurali molto corte e da ossa al di sotto della coda (chevron) notevolmente allungate. Le zampe anteriori di questo animale erano fornite di un grande artiglio posizionato sul pollice; al contrario di molti altri sauropodomorfi primitivi, quello di Lamplughsaura non era molto ricurvo.

## Classificazione
Lamplughsaura appartiene ai sauropodomorfi, il grande gruppo di dinosauri che nel corso del Giurassico e del Cretaceo produsse forme gigantesche come Apatosaurus e Brachiosaurus. All'interno del gruppo, sembra che Lamplughsaura fosse più primitivo dei veri e propri sauropodi, ma più evoluto dei prosauropodi come Plateosaurus e Riojasaurus. È possibile che questo animale fosse affine ad altre forme rinvenute in Sudafrica, come Aardonyx e Melanorosaurus. Nella stessa formazione in cui è stato ritrovato Lamplughsaura (formazione Dharmaram) sono stati ritrovati i resti fossili di un altro sauropodomorfo primitivo, Pradhania.